# Living Planet Programme
El Living Planet Programme (LPP) es un programa dentro de la Agencia Espacial Europea qué está incluido dentro de los Programas de Observación de la Tierra de la agencia. LPP consta de dos clases de misiones de observación de la tierra (listadas abajo) incluyendo misiones de investigación conocidas como "Exploradoras de la Tierra" (Earth Explorers) y las "Observación de la Tierra" (Earth Watch), cuyo objetivo es desarrollar aplicaciones operacionales de soporte como previsión numérica del tiempo atmosférico o administración de recursos.

## Lista de misiones de Exploradoras de la Tierra

### Misiones seleccionadas
Actualmente hay nueve misiones de Exploración a la Tierra aprobadas, cinco de los cuales están en órbita y operativas:
- GOCE – (Gravity field and steady-state Ocean Circulation Explorer). Estudia el campo gravitatorio y la circulación oceánica estacionaria. Fue lanzada el 17 de marzo de 2009.[2]
- SMOS – (Soil Moisture and Ocean Salinity satellite). Estudia la salinidad de océano y la humedad del suelo. Fue lanzada el 2 de noviembre de 2009.[3][4][5]
- CryoSat – Un programa diseñado para crear un mapa de la cubierta de hielo de la Tierra.
  - CryoSat-1 fue perdido en 2005 cuándo el vehículo lanzador ruso SS-19 Rockot tuvo un mal funcionamiento provocando la pérdida de la misión.
  - CryoSat-2 fue lanzado el 8 de abril de 2010.
- Swarm – es un trío de satélites con el objetivo de mapear el campo magnético de la Tierra. La constelación Swarm fue lanzada con éxito el 22 de noviembre de 2013.[6][7]
- Aeolus – La (Atmospheric Dynamics Mission Aeolus) ADM-Aeolus utiliza un innovador láser para medir el perfil de los vientos en la atmósfera. Aeolus Fue lanzado con éxito el 22 de agosto de 2018.[8][9]
- EarthCARE – (Earth Clouds Aerosols and Radiation Explorer) examinará la formación y efectos de las nubes. Su lanzamiento está previsto para 2021.[10][11]
- BIOMASS – diseñado para medir la frondosidad y altura de la biomasa en la Tierra y la cantidad del carbono almacenado en los bosques del mundo, monitorizando cambios en el curso de sus cinco años de operación prevista. Previsto para lanzar en 2022.[12][13][14]
- FLEX – (FLuorescence EXplorer) Monitorizará globalmente el estado de la fluorescencia de la clorofila en la vegetación terrestre.  Está planeado su lanzamiento en 2023.[15][16]
- FORUM – (Far-infrared Outgoing Radiation Understanding and Monitoring). Una misión para medir la emisión de radiación saliente de la Tierra en el espectro electromagnético del infrarrojo lejano, con el objetivo de entender el efecto que vapor de agua y la generación de cirros tienen en la temperatura de la superficie del planeta. Actualmente esta previsto su lanzamiento para 2026.[17]

### Candidatos para el 10º Explorador de la Tierra
Actualmente hay una competición para la décima misión de Explorador de la Tierra. Los tres finalistas son:
- Stereoid - Un satélite de radar de apertura sintética que tratará de estudiar los patrones de circulación del océano, dinámica glacial, y cambios en topografía superficial de la Tierra.[18]
- Daedalus - Una misión para estudiar los procesos electrodinámicos de la termosfera y la ionosfera de la Tierra.
- G-Clase - un satélite geoestacionario con un radar de apertura sintético cuyos objetivos son observar los procesos del ciclo del agua diurnos, para mejorar capacidades de predicción del tiempo.

El candidato que gane tiene proyectado su lanzamiento para 2027 o 2028.

### Misiones no seleccionadas
Las misiones candidatas que no fueron seleccionadas son:
- CoReH2O – una misión para estudiar características claves en la nieve terrestre, hielo, y ciclos de agua y su relación con el cambio y variabilidad climáticas. Compitió con BIOMASS y PREMIER para la séptima misión de Earth Explorer.[19]
- PREMIER – una misión para estudiar los procesos atmosféricos relacionados con los gases traza, radiación y composición química en la media y alta troposfera y la baja estratosfera para entender su función en cambio climático. Compitió con BIOMASS y CoReH2O para el séptimo Earth Explorer.[20]
- CarbonSat – Una misión para determinar las distribuciones globales de dióxido de carbono y metano y su impacto en el cambio climático. Compitió con FLEX para el octavo Earth Explorer.[21]
- SKIM – Una misión para medir las corrientes superficiales oceánicas utilizando la técnica Doppler, con el objetivo de mejorar el entendimiento de la dinámica oceánica actual tras los ciclos hidrológicos y geoquímicos. Compitió con FORUM para la novena misión de Earth Explorer.[22][23]